# Monoculus
Monoculus es un género de plantas con flores perteneciente a la familia  Asteraceae. Comprende 2 especies descritas y  aceptadas. Se encuentra en Sudáfrica y Namibia.

## Taxonomía
El género fue descrito por Rune Bertil Nordenstam y publicado en Complements au Prodrome de la Flore Corse 44: 39. 2006.

## Especies seleccionadas
A continuación se brinda un listado de las especies del género Monoculus aceptadas hasta junio de 2012, ordenadas alfabéticamente. Para cada una se indica el nombre binomial seguido del autor, abreviado según las convenciones y usos.
- Monoculus hyoseroides (DC.) B.Nord.
- Monoculus monstrosus (Burm.f.) B.Nord.